# アレクサンドラ・アルドリッジ
アレクサンドラ・アルドリッジ（英語: Alexandra Aldridge, 1994年5月7日 - ）は、アメリカの女性フィギュアスケート(アイスダンス)選手。パートナーはマシュー・ブラックマー、ダニエル・イートンなど。
2014年四大陸選手権3位。

## 経歴
2009年5月にチームを結成。最初のシーズンに全米選手権ノービスクラスで優勝。2010-2011シーズンはジュニアグランプリシリーズに初出場。全米選手権ジュニアクラスでは5位に入った。
2011-2012シーズン、ジュニアグランプリシリーズでは2位と3位で、ジュニアグランプリファイナルに進出し4位。全米選手権ジュニアクラスでは初優勝を果たし、世界ジュニア選手権で銅メダルを獲得した。
2012-2013シーズン、ジュニアグランプリシリーズでは2連勝し、ジュニアグランプリファイナルでは銅メダルを獲得。世界ジュニア選手権では2年連続で3位だった。
2013-2014シーズンにはシニアクラスへ移行。全米選手権では5位。四大陸選手権ではシニアの大会で初のメダルを獲得。世界選手権は怪我のために欠場したマディソン・ハベル/ザカリー・ダナヒュー組の代わりに出場し17位だった。カントンに移籍したマッシモ・スカリと共にリンクを移り、マリナ・ズエワを新たにコーチに迎えた。
2015年1月、イートンとのカップルを解散した。2015-2016シーズンはペアから転向を果たしたマシュー・ブラックマーと新たにカップルを結成した。移籍先のカントンからデトロイトに戻り再びパスカーレ・カメレンゴ、アンジェリカ・クリロワ、ナタリア・アンネンコ＝デラーに師事する。
2016年9月13日、ブラックマーの引退に伴いカップルを解散した。
2017年8月にはアルドリッジとのカップルを再結成し、2018年全米選手権で8位に入った。シーズン終了後には、再びカップルを解散した。

## 主な戦績
- マシュー・ブラックマーとのカップル

| 大会/年    | 2015-16 |
| ---------- | ------- |
| 全米選手権 | 9       |

- ダニエル・イートンとのカップル

| 大会/年               | 2009-10 | 2010-11 | 2011-12 | 2012-13 | 2013-14 | 2014-15 |
| --------------------- | ------- | ------- | ------- | ------- | ------- | ------- |
| 世界選手権            |         |         |         |         | 17      |         |
| 四大陸選手権          |         |         |         |         | 3       |         |
| 全米選手権            | 1 N     | 5 J     | 1 J     | 1 J     | 5       | 6       |
| GPロステレコム杯      |         |         |         |         |         | 7       |
| GPスケートカナダ      |         |         |         |         |         | 6       |
| GP中国杯              |         |         |         |         | 5       |         |
| CS USクラシック       |         |         |         |         |         | 1       |
| ネペラ杯              |         |         |         |         | 6       |         |
| 世界Jr.選手権         |         |         | 3       | 3       |         |         |
| JGPファイナル         |         |         | 4       | 3       |         |         |
| JGP S.ブレッド杯      |         |         |         | 1       |         |         |
| JGPレークプラシッド   |         |         |         | 1       |         |         |
| JGPオーストリア杯     |         |         | 2       |         |         |         |
| JGPボルボ杯           |         |         | 3       |         |         |         |
| JGPジョン・カリー記念 |         | 4       |         |         |         |         |
| JGPクールシュヴェル   |         | 6       |         |         |         |         |

### 詳細
| 2015-2016 シーズン   |                                              |          |         |          |
| 開催日               | 大会名                                       | SD       | FD      | 結果     |
| 2016年1月15日 - 24日 | 全米フィギュアスケート選手権（セントポール） | 10 46.16 | 9 75.00 | 9 121.16 |

| 2014-2015 シーズン       |                                                                                |         |         |          |
| 開催日                   | 大会名                                                                         | SD      | FD      | 結果     |
| 2015年1月17日 - 25日     | 全米フィギュアスケート選手権（グリーンズボロ）                                 | 6 57.74 | 6 82.37 | 6 140.11 |
| 2014年11月14日 - 16日    | ISUグランプリシリーズ ロステレコム杯（モスクワ）                               | 6 54.39 | 7 78.99 | 7 133.38 |
| 2014年10月31日 - 11月2日 | ISUグランプリシリーズ スケートカナダ（ケロウナ）                               | 5 56.13 | 7 81.24 | 6 137.37 |
| 2014年9月10日 - 14日     | ISUチャレンジャーシリーズ USインターナショナルクラシック（ソルトレイクシティ） | 1 54.08 | 1 87.62 | 1 141.70 |

| 2013-2014 シーズン   |                                                    |          |          |           |
| 開催日               | 大会名                                             | SD       | FD       | 結果      |
| 2014年3月24日 - 30日 | 2014年世界フィギュアスケート選手権（さいたま）     | 18 53.34 | 16 84.03 | 17 137.37 |
| 2014年1月20日 - 25日 | 2014年四大陸フィギュアスケート選手権（台北）       | 3 57.65  | 3 87.30  | 3 144.95  |
| 2014年1月5日 - 12日  | 全米フィギュアスケート選手権（ボストン）           | 5 63.71  | 5 96.55  | 5 160.26  |
| 2013年11月1日 - 3日  | ISUグランプリシリーズ 中国杯（北京）               | 4 52.92  | 5 79.14  | 5 132.06  |
| 2013年10月3日 - 5日  | 2013年オンドレイネペラトロフィー（ブラチスラヴァ） | 6 51.50  | 6 78.99  | 6 130.49  |

| 2012-2013 シーズン     |                                                            |         |         |          |
| 開催日                 | 大会名                                                     | SD      | FD      | 結果     |
| 2013年2月25日 - 3月3日 | 2013年世界ジュニアフィギュアスケート選手権（ミラノ）       | 3 56.89 | 2 82.44 | 3 139.33 |
| 2013年1月20日 - 27日   | 全米フィギュアスケート選手権 ジュニアクラス（オマハ）      | 1 66.11 | 1 93.74 | 1 159.85 |
| 2012年12月6日 - 9日    | 2012/2013 ISUジュニアグランプリファイナル（ソチ）          | 4 52.60 | 3 83.59 | 3 136.19 |
| 2012年9月26日 - 30日   | ISUジュニアグランプリ センシラ・ブレッド杯（ブレッド）     | 1 58.46 | 1 79.97 | 1 138.43 |
| 2012年8月29日 - 9月2日 | ISUジュニアグランプリ レークプラシッド（レークプラシッド） | 2 53.48 | 1 83.32 | 1 136.80 |

| 2011-2012 シーズン      |                                                                 |         |         |          |
| 開催日                  | 大会名                                                          | SD      | FD      | 結果     |
| 2012年2月27日 - 3月4日  | 2012年世界ジュニアフィギュアスケート選手権（ミンスク）          | 5 57.76 | 3 83.38 | 3 141.14 |
| 2012年1月22日 - 29日    | 全米フィギュアスケート選手権 ジュニアクラス（サンノゼ）         | 1 54.42 | 1 87.68 | 1 142.10 |
| 2011年12月8日 - 11日    | 2011/2012 ISUジュニアグランプリファイナル（ケベック・シティー） | 5 51.59 | 4 77.42 | 4 129.01 |
| 2011年9月28日 - 10月2日 | ISUジュニアグランプリ オーストリア（インスブルック）            | 2 55.48 | 2 81.37 | 2 136.85 |
| 2011年8月31日 - 9月4日  | ISUジュニアグランプリ ボルボ杯（リガ）                          | 5 45.98 | 2 72.20 | 3 118.18 |

| 2010-2011 シーズン   |                                                               |         |         |          |
| 開催日               | 大会名                                                        | SD      | FD      | 結果     |
| 2011年1月22日 - 30日 | 全米フィギュアスケート選手権 ジュニアクラス（グリーンズボロ） | 5 51.91 | 5 68.73 | 5 120.64 |
| 2010年10月1日 - 2日  | ISUジュニアグランプリ ジョン・カリー記念（シェフィールド）    | 6 41.75 | 4 68.25 | 4 110.00 |
| 2010年8月25日 - 28日 | ISUジュニアグランプリ クールシュヴェル（クールシュヴェル）    | 5 43.52 | 7 54.43 | 6 97.95  |

| 2009-2010 シーズン |                                                           |         |         |         |          |
| 開催日             | 大会名                                                    | CD1     | CD2     | FD      | 結果     |
| 2010年1月15日-23日 | 全米フィギュアスケート選手権 ノービスクラス（スポケーン） | 1 25.07 | 6 22.68 | 1 64.47 | 1 112.22 |

## プログラム使用曲
| シーズン  | SD | FD | EX                                                                           |
| --------- | --- | --- | ---------------------------------------------------------------------------- |
| 2017-2018 | Volverás ボーカル：グロリア・エステファン Let's Get Loud ボーカル：ジェニファー・ロペス | Ain't That a Kick in the Head? 作曲：ジミー・ヴァン・ヒューゼン ボーカル：ロビー・ウィリアムズ マック・ザ・ナイフ 作曲：クルト・ヴァイル ボーカル：ロビー・ウィリアムズ |                                                                              |
| 2015-2016 | 仮面舞踏会 作曲：アラム・ハチャトゥリアン ラデツキー行進曲 作曲：ヨハン・シュトラウス1世 振付：パスカーレ・カメレンゴ、アンジェリカ・クリロワ                                                                                           | オブリビオン 作曲：アストル・ピアソラ Tango de Amor 振付：パスカーレ・カメレンゴ、アンジェリカ・クリロワ                                                                |                                                                              |
| 2014-2015 | パソドブレ：序曲 歌劇『カルメン』より パソドブレ：闘牛士の行進 歌劇『カルメン』より 作曲：ジョルジュ・ビゼー | 映画『ゴッドファーザー』より 作曲：ニーノ・ロータ映画『風と共に去りぬ』より Tara's Theme Atlanta Bazaar Fleeing of Atlanta 作曲：マックス・スタイナー                   | Blurred Lines 曲：ロビン・シック                                             |
| 2013-2014 | フィンステップ：Man with the Hex 曲：アトミックファイヤーボールズ スウィング：ヘイ・パチェコ 映画『マスク』より 演奏：ロイヤル・クラウン・レビュー フォックストロット：ディス・ビジネス・オブ・ラヴ 映画『マスク』より ボーカル：ドミノ | Secret Love by Nicos Dhoom Taana (Om Shanti Om) Anarkli Disco (Houseful 2) Songs of 2012 Bollywood                                                                      | L-O-V-E ボーカル：ナット・キング・コール クレイジー・イン・ラブ 曲：ビヨンセ |
| 2012-2013 | Pennsylvania 6-5000 演奏：ブライアン・セッツァー Down Home Blues 演奏：ジーン・ハリス | 屋根の上のバイオリン弾き 作曲：ジェリー・ボック | フットルース 曲：ケニー・ロギンスCollide 曲：ハーウィ・デー                  |
| 2011-2012 | チャチャ：I Need to Know 曲：マーク・アンソニー マンボ：マンボNo.8 演奏：The Mambo Kings Orchestra | ロード・オブ・ザ・ダンス 作曲：ロナン・ハーディマン | プラウド・メアリー ボーカル：アイク&ティナ・ターナー                         |
| 2010-2011 | Falling in Love with Love 作曲：リチャード・ロジャース 作詞：ローレンツ・ハート Let's Face the Music and Dance 作曲：アーヴィング・バーリン                                                                                             | ドラマティコ 作曲：エドウィン・マートン |                                                                              |
| シーズン  | OD | FD | EX                                                                           |
| 2009-2010 | | 映画『仮面の男』より 作曲：ニック・グレニー＝スミス |                                                                              |